# NGC 163
NGC 163 é uma galáxia elíptica na direção da constelação de Cetus. O objeto foi descoberto pelo astrônomo William Herschel em 1798, usando um telescópio refletor com abertura de 18,7 polegadas. Devido a sua moderada magnitude aparente (+12,7), é visível apenas com telescópios amadores ou com equipamentos superiores.